# Guerra civile romana (83-82 a.C.)
La guerra civile romana dell'83-82 a.C. vide il conflitto tra la fazione degli optimates, guidata da Lucio Cornelio Silla, e quella dei populares (o "mariani", perché seguaci del sette volte console Gaio Mario morto nell'86 a.C.). Quest'ultima fazione era guidata dal giovane Gaio Mario, figlio del grande generale, e da Gneo Papirio Carbone; alla fazione democratica si unirono anche le agguerrite milizie Sannite e Lucane che temevano dalla vittoria dei sillani la perdita dei diritti civili ottenuti dopo la guerra sociale.
La guerra civile, costellata di battaglie dall'esito alterno, di repressioni e di efferati massacri, venne combattuta in Italia, in Sicilia, in Spagna e in Africa, e si concluse con la completa vittoria di Silla e con la morte o l'esilio dei principali capi della fazione democratica.

## Contesto storico
Da diverso tempo la repubblica romana era percorsa da un conflitto politico tra due fazioni: quella dei populares, guidata dall'uomo nuovo Gaio Mario (almeno fino alla sua morte avvenuta nell'86 a.C.), e quella degli ottimati, guidata dal nobile Lucio Cornelio Silla, che si combattevano, con alterne fortune, per il predominio politico sull'Urbe.

## Casus belli
88 a.C.-87 a.C.La lotta per il potere presto si era spostata dal piano politico a quello militare, così avvenne che, grazie all'appoggio delle legioni a lui fedeli, Silla scacciò i mariani dall'Urbe e ottenne il comando per la guerra a Mitridate, e fu sempre grazie alla forza delle armi che, con Silla impegnato in Asia Minore, i populares e Gaio Mario poterono rientrare in città e controllarla, almeno fino al ritorno di Lucio Cornelio Silla.
86 a.C.Sappiamo infatti che mentre Silla combatteva in Grecia, ottenendo numerosi e importanti successi, prima ad Atene nel marzo di quell'anno, poi al Pireo, a Cheronea, dove secondo Tito Livio caddero ben 100 000 armati del regno del Ponto, e infine a Orcomeno, a Roma Silla era dichiarato nemico pubblico da Gaio Mario e Cinna. Le sue abitazioni cittadine e di campagna furono distrutte e i suoi amici messi a morte. Contemporaneamente il Senato deliberava di inviare in Grecia il nuovo console, Lucio Valerio Flacco, collega di Lucio Cornelio Cinna, con due legioni per succedere nel comando a Silla.
85 a.C.Silla, conclusa prima del tempo quella che sarebbe stata ricordata come la prima guerra mitridatica con il Trattato di Dardano nell'85 a.C., decise allora di tornare in Italia per contrastare le manovre del partito avverso, che lo aveva addirittura dichiarato nemico della patria. I più attivi nel campo dei populares erano i consoli Lucio Cornelio Cinna e Gneo Papirio Carbone, consoli per l'85 a.C. e l'84 a.C., che a cavallo tra i due consolati tentarono di organizzare ad Ancona un esercito per contrastare quello di Silla, una volta che fosse terminata la campagna in Asia. L'impresa non ebbe seguito perché nell'84 a.C. l'esercito, forse perché scontento delle dure condizioni di vita imposte dai due consoli, si ribellò e uccise Cinna, mentre Carbone fuggiva. Molti per sottrarsi alla tirannide dei due consoli avevano abbandonato Roma e si erano rifugiati nell'accampamento di Silla, come in un porto di salvezza. Così in breve tempo venne a crearsi, attorno allo stesso, una parvenza di Senato. Anche la moglie, Cecilia Metella Dalmatica, riuscì a stento a fuggire con i figli e raggiunse il marito in Grecia, portando la notizia che i suoi oppositori avevano bruciato la casa in città e le ville in campagna, pregandolo quindi di far ritorno in Italia in aiuto dei suoi sostenitori.
84 a.C.Conclusa la pace a Dardano in Asia con Mitridate VI, e obbligato quest'ultimo a ritirarsi dalle province romane asiatiche, Silla trascorse i successivi due anni in Grecia per riorganizzare le forze, prima di rientrare in Italia. Egli, infatti, una volta conclusa la pace, salpò da Efeso nel corso dell'inverno dell'85-84 a.C. e si trasferì al Pireo e poi ad Atene dove fu iniziato ai misteri. Verso la fine dell'anno attraversò la Tessaglia e la Macedonia e fece i preparativi per il suo rientro in Italia da Durazzo, con una flotta di 1 200 navi.

## Guerra civile

### 83 a.C.

#### Sbarco di Silla in Italia
Lucio Cornelio Silla sbarcò con il suo esercito a Brindisi nella primavera dell'83 a.C.; il condottiero disponeva delle cinque legioni di veterani con le quali aveva condotto la vittoriosa campagna contro Mitridate. Si trattava di un esercito relativamente limitato di circa 40 000 uomini, ma costituito da legionari esperti, fortemente legati al loro comandante, disciplinati e pronti a battersi sotto la guida di Silla contro l'autorità legale di Roma. I soldati prestarono un formale giuramento di fedeltà e parteciparono anche con un piccolo contributo alle spese di guerra. Silla aveva piena fiducia nei suoi uomini ma era tuttavia consapevole delle difficoltà della guerra civile di fronte alla netta superiorità iniziale delle forze della fazione democratica. 

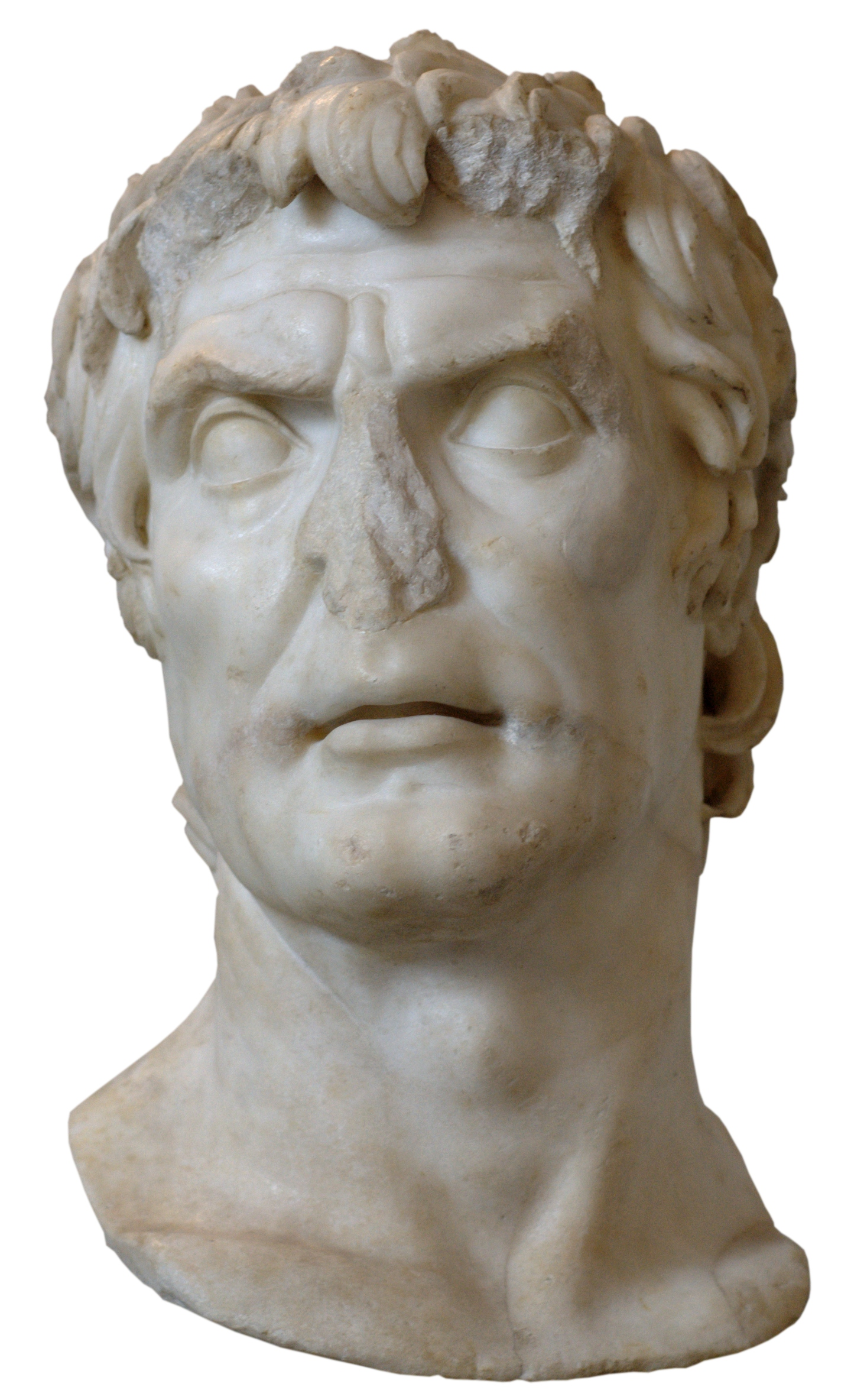
Busto di Lucio Cornelio Silla.

Secondo Plutarco, vi erano ad attenderlo 15 generali nemici e 450 coorti; Theodor Mommsen ritiene che almeno 100 000 soldati fossero immediatamente pronti ad affrontare l'esercito sillano e che il loro numero fosse in rapido aumento. Inoltre Silla doveva attendersi l'opposizione alla sua restaurazione oligarchica anche da parte della maggioranza delle popolazioni italiche che, dopo la guerra sociale, avevano finalmente ottenuto la cittadinanza romana e che temevano la perdita di questo diritto sotto la spinta della fazione aristocratica rappresentata da Silla, che era famoso per la sua spietata condotta durante la rivolta degli italici e per le devastazioni perpetrate dalle sue truppe in particolare in Campania e nel Sannio.
In realtà le forze militari democratiche erano molto numerose ma inesperte, eterogenee, scarsamente organizzate e prive di comandanti veramente capaci. I nuovi consoli eletti per l'anno 83 a.C. furono Lucio Cornelio Scipione Asiatico e Gaio Norbano che, pur essendo popolari tra i populares, erano mediocri capi militari; l'esperto Papirio Carbone e gli energici Quinto Sertorio e Gaio Mario, il giovane figlio del grande generale, per il momento ricevettero incarichi secondari alle dipendenze dei due consoli. Lo sbarco in Italia di Silla e del suo esercito era atteso e temuto da molto tempo ma, nonostante i lunghi preparativi, al momento dell'arrivo a Brindisi dell'esercito sillano, le forze militari democratiche erano quasi completamente concentrate a Rimini e la costa dell'Apulia era completamente priva di difese. Il Senato si affrettò a dichiarare Cornelio Silla "nemico pubblico" e la "patria in pericolo" e conferì poteri illimitati ai due consoli per affrontare la minaccia, ma nel frattempo il condottiero oligarchico poté occupare senza difficoltà Brindisi, che si arrese senza combattere, e organizzare le sue forze per la guerra; tutta l'Apulia e la Messapia passarono subito dalla sua parte.
Silla ritenne decisivo non allarmare gli italici e mostrare moderazione; egli seppe tranquillizzare almeno in parte le popolazioni italiche dando ripetute assicurazioni sulla sua adesione alle istanze di autonomia e partecipazione con pieni diritti dei nuovi cittadini e fu in grado di controllare strettamente la marcia delle sue sperimentate e disciplinate legioni. L'esercito sillano si mosse dall'Apulia e avanzò verso la Campania marciando con ordine e correttezza verso la popolazione; ben presto gli esponenti della fazione oligarchica, sfuggiti alle repressioni mariane degli anni precedenti, ricomparvero per dare il loro appoggio a Silla. Quinto Cecilio Metello Pio era giunto in Liguria dopo essere partito dall'Africa dove si era rifugiato durante il predominio democratico; venuto a conoscenza dello sbarco di Silla, si recò subito al campo del condottiero che gli assegnò il comando proconsolare in Italia meridionale; dall'Africa arrivò anche Marco Licinio Crasso a cui Silla affidò l'importante incarico di recarsi nel territorio dei bellicosi Marsi e reclutare truppe. Vi furono anche le prime defezioni nel campo mariano; Lucio Marcio Filippo, Quinto Lucrezio Ofella e Publio Cornelio Cetego passarono nelle file dei sillani e ricevettero incarichi di secondo piano.

#### Vittorie di Pompeo nel Piceno e di Silla in Campania
L'aiuto più importante per Silla giunse soprattutto dal giovane Gneo Pompeo che, recatosi nella sua regione natale del Piceno, reclutò tra i veterani del padre Gneo Pompeo Strabone tre ottime legioni che mise a disposizione della fazione aristocratica. Il giovane Pompeo dimostrò per la prima volta le sue grandi capacità militari e il suo valore personale; la fazione democratica inviò nel Piceno numerose truppe al comando di Gaio Albino Carrina, Lucio Giunio Bruto Damasippo e Gaio Celio Caldo che tuttavia, in disaccordo tra loro, non coordinarono la loro azione. Pompeo attaccò Lucio Damasippo guidando personalmente la carica della cavalleria; i mariani furono volti in fuga e si ritirarono separatamente. Il giovane condottiero poté scendere con il suo esercito in Apulia e collegarsi con Cornelio Silla che aveva temuto per la sorte del suo giovane luogotenente; lieto dei successi di Pompeo, lo proclamò di sua iniziativa Imperator.
Mentre le sue forze crescevano con l'apporto di nuovi luogotenenti, Silla prese l'iniziativa e incominciò, accompagnato da Metello Pio, l'avanzata verso la Campania dove stavano affluendo anche i due eserciti dei consoli democratici; Gaio Norbano infatti era giunto con le sue legioni a Capua mentre Cornelio Scipione si stava avvicinando marciando lungo la via Appia. Silla decise di impedire la concentrazione delle forze dei suoi nemici e raggiunse rapidamente il campo dell'esercito di Norbano a Capua; dopo tentativi infruttuosi da parte di Silla di ricercare un accordo, il condottiero aristocratico passò all'attacco e sbaragliò sulle pendici del Monte Tifata l'esercito democratico; Gaio Norbano fu duramente sconfitto, perse 7 000 soldati e fu costretto a ripiegare all'interno della colonia di Capua e della città di Napoli dove venne circondato dall'esercito sillano.
Dopo questo primo successo le legioni di Silla, fiduciose nella loro superiore esperienza e capacità bellica, marciarono subito contro l'altro esercito avversario comandato dal console Cornelio Scipione che era attestato a Teano, lungo la via Appia. Silla cercò di aprire una trattativa con il console e Scipione, pessimista e incerto, decise di accettare una tregua e incominciare colloqui diretti con il capo della fazione oligarchica; ci furono le prime fraternizzazioni fra le truppe, mentre Scipione attendeva istruzioni anche dal console Norbano bloccato a Capua. Nonostante la contrarietà dell'energico Quinto Sertorio, timoroso di una disgregazione delle inesperte truppe mariane, le trattative proseguirono; alla fine Scipione interruppe i colloqui e decise di rompere l'armistizio, ma ormai era troppo tardi. Silla non ebbe difficoltà a convincere le truppe del console a defezionare e passare nel suo campo; quaranta coorti mariane confluirono nell'esercito sillano. Scipione, fatto liberare da Silla, cercò di arruolare nuove truppe con le quali costituire un altro esercito, ma con l'arrivo dell'inverno le operazioni militari cessarono; Silla e Metello Pio si stabilirono in Campania, mentre continuava l'assedio delle legioni di Norbano a Capua.

### 82 a.C.
Nonostante le numerose sconfitte subite e la perdita del Piceno, della Campania e dell'Apulia, i capi della fazione democratica erano determinati a continuare la guerra, intensificare l'arruolamento di nuovi eserciti e condurre con la massima determinazione il conflitto contro i sillani. I nuovi consoli eletti per l'82 a.C. furono l'esperto Gneo Papirio Carbone e il combattivo ventiduenne Gaio Mario il Giovane, il figlio adottivo del defunto generale, che venne eletto nonostante non avesse i requisiti legali previsti. L'abile Quinto Sertorio venne inviato in Etruria e quindi in Spagna Citeriore per effettuare nuovi reclutamenti, mentre si ricorse a misure straordinarie per accumulare le risorse necessarie a finanziare la guerra: venne anche sottratto l'oro e l'argento raccolto nei templi di Roma; soprattutto gli eserciti democratici vennero rinforzati numericamente con l'arrivo di nuove truppe italiche e di vecchi veterani di Gaio Mario.
Nuovi contingenti vennero costituiti in Etruria e in Gallia Cisalpina ed entrarono a far parte degli eserciti mariani, mentre il Sannio e la Lucania insorsero in massa e parteciparono entusiasticamente alla coalizione democratica temendo le conseguenze di una vittoria sillana che avrebbe potuto compromettere per sempre l'autonomia di questi bellicosi popoli italici. In questo modo la guerra civile romana tra democratici e aristocratici si trasformò in parte anche in lotta per l'indipendenza delle popolazioni sannitiche e lucane contro l'oppressione dell'odiata città; si combatté, in pratica, con grande accanimento e ferocia da entrambe le parti l'ultimo atto della secolare guerra italica contro Roma.
Le truppe sillane erano frazionate in due raggruppamenti, mentre Metello Pio e Gneo Pompeo dal Piceno avrebbero marciato a nord per entrare nella Gallia Cisalpina, Silla avrebbe guidato personalmente le legioni contro Roma avanzando da sud lungo la Via Latina partendo dalla Campania. L'esercito dei populares sperava di fronteggiare il nemico e bloccare la sua offensiva schierando le forze di Papirio Carbone contro Metello Pio, mentre il giovane Mario avrebbe preso posizione per sbarrare la via di Roma a Silla.
I primi scontri, entrambi favorevoli agli ottimati, si ebbero nelle Marche presso il fiume Esino, dove le truppe di Pompeo e di Metello ebbero la meglio su quelle condotte da Carbone, e nella pianura di Sacriporto, antistante Preneste, dove le truppe di Silla ebbero la meglio su quelle guidate da Mario il Giovane.
I due comandanti mariani, invece di riunire le proprie forze, decisero di resistere alla fazione avversa ognuno dei due trovando rifugio in una diversa città; Gaio Mario il Giovane a Preneste nel Lazio, e Carbone a Chiusi in Etruria. Anche questa volta Silla si trovò nella condizione di poter attaccare separatamente i due nemici.
Silla lasciò il proprio luogotenente Ofella a sostenere l'assedio di Preneste e, dopo aver normalizzato la situazione nella capitale, si diresse a nord per dar battaglia a Carbone. La battaglia sotto le mura di Chiusi fu particolarmente cruenta, e si risolse con un sostanziale nulla di fatto. Per contro Pompeo frustrò il tentativo di Carbone di inviare rinforzi al collega Mario rinchiuso a Preneste, intercettando e sconfiggendo i rinforzi che Carbone gli aveva mandato nei pressi di Spoleto.
In questo frangente, un esercito di 70 000 sanniti e lucani stava risalendo verso il nord, guidati da Ponzio Telesino, Marco Lamponio e Tiberio Gutta, per portare soccorso al giovane Mario a Praeneste. Silla, per impedire questa manovra, abbandonò l'assedio di Chiusi dirigendosi immediatamente verso sud con i propri uomini e sbarrare così il passo a questo nuovo esercito.
Carbone ne approfittò per uscire da Chiusi e si diresse verso la zona di Forlì-Faenza, per portare battaglia a Metello che reputava il più debole nel campo avverso; l'esito non fu quello sperato e Carbone subì una cocente sconfitta che gli costò anche la perdita di Chiusi, lasciata sguarnita e alla mercé di Pompeo.
Lo scontro decisivo tra gli eserciti delle due fazioni, la battaglia di Porta Collina, si svolse il 1º novembre dell'82 a.C., sotto le mura di Roma, dove l'esercito lucano-sannita guidato da Ponzio Telesino aveva puntato, modificando l'intenzione iniziale di portare soccorso a Preneste, non appena avuta notizia della manovra di Silla, che di fatto aveva lasciato sguarnita Roma.
Silla riuscì ad arrivare in tempo sul luogo della battaglia solo per lo straordinario sforzo delle sue poche truppe lasciate a difesa di Roma, che resistettero tutto il giorno fino all'arrivo del proprio comandante. Anche dopo l'arrivo dei rinforzi l'esito della battaglia rimase a lungo in bilico, risolvendosi alla fine a favore del campo degli ottimati.
Persa la battaglia di Porta Collina, che segnò la definitiva sconfitta dei mariani, Preneste si arrese a Silla e Mario il Giovane, frustrato nel suo tentativo di fuggire attraverso dei sotterranei, preferì uccidersi piuttosto che cadere nelle mani del nemico. Carbone invece prima riparò in Africa e poi sull'isola di Pantelleria, dove fu catturato da Pompeo Magno che lo trasse in catene nella prigione di Marsala, dove quello stesso anno fu giustiziato.

## Conseguenze
Sconfitti i nemici mariani, Silla incominciò le proscrizioni di tutti gli avversari politici; assunse il titolo di dittatore a vita, e cercò con una serie di riforme di ristabilire il regime oligarchico. Una vittima delle sue proscrizioni con una morte particolarmente violenta e crudele fu Marco Mario Gratidiano, che si racconta fosse stato torturato e smembrato in un modo che evoca il sacrificio umano da suo cognato Lucio Sergio Catilina. Dal punto di vista più generale, la guerra provocò devastazioni in larga parte del territorio italico, con intere città gravemente danneggiate, come è il caso, ad esempio, di Forlì (Forum Livii), che aveva parteggiato per Mario. La ricostruzione richiese decenni.